# Cingulopsoidea
Cingulopsoidea is een superfamilie van weekdieren uit de klasse van de Gastropoda (slakken).

## Familie
- Cingulopsidae Fretter & Patil, 1958
- Eatoniellidae Ponder, 1965
- Rastodentidae Ponder, 1966

### Synoniemen
- Coriandriidae F. Nordsieck, 1972 => Cingulopsidae Fretter & Patil, 1958
- Eatoninidae Golikov & Starobogatov, 1975 => Cingulopsidae Fretter & Patil, 1958